# Jewgienij Orłow
Jewgienij Wiaczesławowicz Orłow (ros. Евгений Вячеславович Орлов; ukr. Євген Вячеславович Орлов, Jewhen Wiaczesławowycz Orłow; ur. 30 stycznia 1989) – rosyjski, a od 2012 roku ukraiński zapaśnik walczący w stylu klasycznym. Olimpijczyk z Londynu 2012, gdzie zajął osiemnaste miejsce w kategorii 120 kg.
Zdobył srebrny medal na mistrzostwach Europy w 2013 i brązowy w 2012.
Mistrz Rosji juniorów w latach 2007 - 2009.